# Етгар Керет
Етгар Керет (івр. אתגר קרת, народився 20 серпня 1967 року в Рамат-Гані) — Ізраїльський письменник, в основному є автором коротких оповідань, але так само складає сценарії, вірші, п'єси і комікси. Пише на івриті.

## Біографія
Народився і виріс в Рамат-Гані, Ізраїль у родині Ефраїма та Орени Керет (котрі вижили під час Голокосту). Живе в Тель-Авіві. Одружений з акторкою Широю Гефен, мають одну дитину. Викладає в Тель-Авівському університеті та Університеті Бен-Гуріона.

## Творчість
Почав літературну роботу у 1991 році зі статей для газет та сценаріїв театральних постановок. Зараз його основний жанр — короткі абсурдистські розповіді. Перша збірка («Труби») вийшов в 1992 році, другий — «Моя туга за Кісінджером» (був включений в список 50 найбільш значущих ізраїльських книг всіх часів) — в 1994-му. У 1998 році з'явилася книга «Табір Кнеллера», де автор вперше пробує себе в новій літературній формі — новелі. У 2000 році було видано збірник «Дні, як сьогодні», в якому відбивається життя далеких від політики людей сучасного Ізраїлю, особливо — молоді. На початку 2001 року виходить збірник «Друга можливість», слідом, в 2002 році — «Аз'есьм» («Ось він я»). У 2009 році, після довгої перерви, був виданий збірник «Коли померли автобуси», що згодом переклала прозаїк, поет й есеїст Лінор Горалік. Всі книги ставали бестселерами. Керету також траплялося працювати і з коміксами. У 1996 році була видана книга коміксів «Ми прийшли не насолоджуватися».

## Кіно, телебачення, театр
У 1993 році Етгар Керет отримав перший приз на театральному фестивалі в Акко за мюзикл «Операція Ентеббе». Він написав сценарії для декількох сезонів сатиричної телепередачі «Камерний квінтет» і безлічі короткометражних фільмів. Один з них, «Королева Черв'яків» (Skin Deep, 1996 рік) отримав приз Ізраїльської кіноакадемії і завоював перше місце на Мюнхенському фестивалі шкіл кіно. Згідно з розповіддю Керета знята чорна романтична комедія «Самогубці: Історія кохання» (2006) завоювала 9 нагород на різних кінофестивалях. У 2007 році Керет спільно з дружиною поставив фільм «Медузи», який отримав «Золоту Камеру» на Каннському кінофестивалі. В 2009 році вийшов ізраїльсько-австралійський повнометражний мультфільм «9,99 $» за сценарієм Керета.